# Most Millennium (Črna gora)
Most Millennium (črnogorska cirilica : Мост Миленијум) je most s poševnimi zategami, ki se razteza čez reko Moračo v Podgorici v Črni gori . 

## Zgodovina
Most sta zasnovala Marjan Pipenbaher iz slovenskega inženirskega podjetja Ponting in Mladen Ulićević, profesor na Fakulteti za gradbeništvo v Podgorici. Zgradilo ga je slovensko podjetje Primorje, odprli pa so ga 13. julija 2005, na dan državnosti Črne gore. Hitro je postal ena najpomembnejših mestnih znamenitosti.
Most je dolg 173 metrov, višina pilona znaša 57 metrov. Dvanajst kablov podpira vozišče na cestišču, še štiriindvajset pa je pritrjenih na protiuteži, kar ustvarja impozantno podobo.
Gradnja mostu se je začela leta 2005, stala je približno 7 milijonov evrov . Cestišče ima po dva prometna pasova in sprehajalni poti za pešce. Most povezuje Bulevar Ivana Crnojevića v središču mesta in ulico 13. julija v novem delu mesta, s čimer se razbremenijo drugi preobremenjeni mostovi, ki povezujejo središče mesta z gosto naseljenimi četrtmi čez reko Moračo.